# Studia Ekonomiczne
Studia Ekonomiczne – czasopismo naukowe, kwartalnik wydawany do 2018 roku przez Instytut Nauk Ekonomicznych PAN.
Czasopismo ukazuje się z przerwami od roku 1934, z różną częstotliwością: w latach 1934–1939 (6 numerów), następnie 1959-1972 (25 numerów), 1983-1990 (27 numerów), 1991-1998 (8 numerów) oraz 2003−2018 jako kwartalnik, publikując ekonomiczne artykuły naukowe w językach polskim i angielskim.

## Indeksowanie w bazach danych
- BazEkon
- Internetowej baza ID EAS RePEc (Research Papers In Economics)
- CEJSH
- Index Copernicus